# 鵜島の曳山祭り
鵜島の曳山祭り（うしまのひきやままつり）は、毎年9月15,16日に石川県珠洲市宝立町鵜島で行われる曳山祭り。

## 概要
この祭りでは、七尾の青柏祭のでか山に似た曳山が5つ出される。しかし、七尾型の曳山とは姿が異なる。高さは約6メートルあり、鵜島・上戸・正院・白丸の曳山の特徴として正面に岩山と呼ばれる舌状の巧みに編んだ竹（もしくはパイプなど）と黒に近い幕で出来た飾りを5枚付けて、その中に館（やかた）と呼ばれるお城を背景にして毎年異なる歌舞伎や時代劇の場面、時にはアニメキャラクターが舞台の主役として取り付けられる。なお、2008年（平成20年）から毎年7月最終日曜日に鵜島海岸で行われている珠洲デカ曳山まつりと混同する人が多い。

## 歴史
1901年（明治34年）ごろから1958年（昭和33年）まで宗玄村、鵜島村、南黒丸村のデカ曳山3基が曳き出されていたが、砂浜の侵食により、護岸工事を余儀なくされ、現在では、宗玄、中鵜島、稲荷、白山、八幡の小型化された曳山5基が国道249号線沿いを曳き出されている。昔の同祭礼の曳山は七尾の青柏祭で曳き出されるでか山に匹敵する大きさだった。
2008年（平成20年）に入り、旧黒丸地内にて1958年（昭和33年）まで曳かれていたデカ曳山のコマ（車輪）が見つかったことを受け、NPO法人珠洲デカ曳山保存会が設立され、このコマ（車輪）の大きさとこれまでに残る写真から大きさを割り出し、約50年ぶりにデカ曳山1基を再建し鵜島の砂浜での曳き回しを現在まで継続しているのが「珠洲デカ曳山まつり」である。 高さは約18.5m、横幅（長さ）約12m、幅約3m（上に付いている岩山も含む）重量約20tである。

## キャラゲ
キャラゲとはもともと、木遣り唄のことである。キャラゲと言われる木遣り唄を化粧をした少年（近年では少子化のため、少女も参加する）が謡い踊る。曳山を曳き出す時、入り各神社前、宮の後等に歌われる。そして、祭礼の当日の夜には町内の若衆がキャラゲを担ぎ、一軒一軒めぐり、キャラゲを披露する。